# 통곡물
통곡물(영어: whole grain)은 속겨를 벗기지 않은 곡물이다.

## 종류
- 현미
- 통밀

## 같이 보기
- 낟알
- 겨